# Fermín Rivera Malabehar
Fermín Rivera Malabehar, matador de toros mexicano, nacido en San Luis Potosí el 20 de marzo de 1918, hijo de Manuel Rivera y Concepción Malabehar. Durante su niñez disfruto pasar grandes temporadas en el Rancho natal de su padre "Las Crucitas", en el municipio de Villa de Zaragoza, lugar de donde provenían sus padres. A la corta edad de trece años debuta como becerrista el 29 de noviembre de 1931 en San Luis Potosí.
Comenzó su carrera en manos del diestro español Diego Rodríguez "Silverio Chico" que tomó por cierto la alternativa de manos del famoso Ponciano Díaz, en México el 13 de octubre de 1895 y posteriormente siguió su aprendizaje taurino con Alberto Cosío "Patatero" que fue peón de confianza del gran Califa de León, Rodolfo Gaona.

## Alternativa
La tarde del 3 de mayo de 1935, Fermín Rivera hizo su presentación formal como novillero en la plaza de toros "El Toreo", lidiando una novillada de "La Laguna", en presencia de los matadores Fernando López Y José Salas "El Sirio".
Logró un récord de 17 tardes consecutivas a partir de su alternativa. Ese mismo año tomó la alternativa en manos del maestro Saltillense, Fermín Espinoza Armillita y como testigo el matador Fernando Domínguez. Los toros fueron de la ganadería de Rancho Seco y el toro que le otorgó la alternativa, llevó el nombre de "Parlero".

## Europa
EL viaje a tierras españolas tuvo como principal propósito el reafirmar su toreo de forma internacional. El 4 de septiembre de 1944, se presentó en Aranjuez alternando con los matadores Luis Gómez "El Estudiante" y Manuel Rodríguez "Manolete", lidiando una corrida de Albaserrada. Al siguiente año, el 8 de julio de 1945, se presentó en Madrid para confirmar su alternativa en "Las Ventas". Esa tarde compartió cartel con Manuel Álvarez "El Anadaluz" siendo quien otorgó la alternativa y Manuel Escudero como testigo. Se lidiaron toros de la ganadería Sánchez Fabrés y el toro de nombre "Pegajoso", marcado con el número 67, fue el que salió en turno para ser lidiado a muerte y así confirmar la alternativa mexicana en tierras españolas.
En el año de 1952, le otorgó la alternativa en "Las Ventas" de Madrid al joven diestro Manuel Calero Cantero.

## Despedida
De regreso a México, en el año de 1955, al final de la lidia del toro "Venadito" en la Plaza de Monterrey, sufrió un infarto al corazón, lo cual obligó al matador potosino a retirarse de los ruedos por un tiempo. En ese lapso de recuperación, en el año de 1956, tuvo la oportunidad de participar en la película titulada "The brave one", del director Irving Rapper.
El 17 de febrero de 1957, en la Plaza de Toros "México" se despidió de los ruedos alternando con Antonio Borrero Morano y Manuel Capetillo Villaseñor, con toros de Torrecilla.
El 1o de enero de 1964, por petición de la afición potosina, decide realizar una segunda despedida en la Plaza de Toros "Fermín Rivera" en San Luis Potosí, alternando con Manuel Fuillerat Nieto y Miguel Guillermo Sandoval Gasca.
En el año de 1965, ya retirado, decide fundar la ganadería "Fermín Rivera", ubicada en Jalisco.
En la tarde del 28 de junio de 1991, falleció de un infarto en su ganadería. Había logrado en su vida un total de 582 corridas en México, España, Francia, Portugal y América del Sur; estoqueando un total de 1,138 toros.
Es el fundador de la dinastía Rivera, siendo su hijo el gran torero Francisco Martín Rivera Agüero, "Curro Rivera".

## Trofeos
- 1940 oreja de oro.
- 1952 Califa por la faena de la temporada de 1952.
- 1953-54 Califa por la mejor faena.
- 1953-54 Califa por la lidia más completa.
- 1955-56 Califa por la mejor estocada.
- 1955-56 Dos Rosas Guadalupanas.